# 셀렉티브 서비스 시스템
셀렉티브 서비스 시스템(Selective Service System)은 잠재적으로 군 징집 대상자(즉, 징병)에 대한 정보를 유지하는 미국 정부의 독립 기관이다. 18세에서 26세 사이의 모든 미국 시민들은 법에 의해 18세 생일로부터 30일 이내에 등록해야 하며,  주소 변경과 같은 등록 카드에 제공된 정보가 변경된 경우 10일 이내에 선택 서비스에 통보해야 한다. 선택적 병역제는 징병제가 필요해 질 가능성을 위한 비상 수단이다.
연방 학생 지원 무료 신청(FAFSA), 학자금 대출 및 학비 보조금, 직업 훈련, 연방 고용 및 귀화를 포함한 다양한 연방 프로그램 및 혜택에 대해 선택 서비스를 통한 등록이 필요하다.
선택적 서비스 시스템은 JAMES통합 채용 데이터베이스에 포함시키기 위해 공동 광고 마케팅 연구 및 연구(JAMR)프로그램에 모든 등록자의 이름을 제공하고 있다. 이러한 이름은 분기별로 서비스 부서에 배포된다.
규정은 연방 규정집 제16장 제목 32에 체계화되어 있다.

## Failure to register
| 연도                 | 총 징집자수 |
| -------------------- | ----------- |
| 제1차 세계 대전      |             |
| 1917                 | 516,212     |
| 1918                 | 2,294,084   |
| 제2차 세계 대전      |             |
| 1940                 | 18,633      |
| 1941                 | 923,842     |
| 1942                 | 3,033,361   |
| 1943                 | 3,323,970   |
| 1944                 | 1,591,942   |
| 1945                 | 945,862     |
| 제2차 세계 대전 이후 |             |
| 1946                 | 183,383     |
| 1947                 | 0           |
| 1948                 | 20,348      |
| 1949                 | 9,781       |
| 한국 전쟁            |             |
| 1950                 | 219,771     |
| 1951                 | 551,806     |
| 1952                 | 438,479     |
| 1953                 | 473,806     |
| 한국 전쟁 이후       |             |
| 1954                 | 253,230     |
| 1955                 | 152,777     |
| 1956                 | 137,940     |
| 1957                 | 138,504     |
| 1958                 | 142,246     |
| 1959                 | 96,143      |
| 1960                 | 86,602      |
| 1961                 | 118,586     |
| 1962                 | 82,060      |
| 1963                 | 119,265     |
| 베트남 전쟁          |             |
| 1964                 | 112,386     |
| 1965                 | 230,991     |
| 1966                 | 382,010     |
| 1967                 | 228,263     |
| 1968                 | 296,406     |
| 1969                 | 283,586     |
| 1970                 | 162,746     |
| 1971                 | 94,092      |
| 1972                 | 49,514      |
| 1973                 | 646         |

## 같이 보기
- 코헨 대 캘리포니아 사건
- 미국의 병역 제도
- 병역 기피